# Pinguicula grandiflora
Pinguicula grandiflora, conocida comúnmente como la grasilla de flores grandes, violeta de agua, tiraña o flor de las fuentes; vive en zonas de clima templado, es una planta insectívora de la familia Lentibulariaceae. Una característica distintiva de la especie es su flor, que es mucho mayor de lo normal para el género.

## Descripción
Aunque no disponen de mecanismo de captura realmente activo, su método de nutrición es en parte del tipo carnívoro, suelen tener entre 5 y 10 hojas de entre 30 y 45 mm de longitud. La planta está formada por una roseta basal de hojas pegajosas sobre las cuales se encuentra a menudo pegados pequeños insectos. 
Del centro de la roseta basal surgen en la primavera uno o más tallos florales de entre veinte y veinticinco centímetros de longitud, teniendo flores violáceas que poseen un espolón.

## Hábitat
Estas plantas se pueden encontrar a menudo en las turberas aunque también viven en pastizales húmedos y herbosos, en bordes de arroyos y manantiales, sobre suelos profundos y ricos en materia orgánica, desarrollados sobre micaesquistos.

## Distribución
Pinguicula grandiflora se encuentra entre los 500 y 2300 m, en los pisos supramediterráneo y oromediterráneo en Europa (Irlanda, Francia, Suiza y España).

## Taxonomía
Pinguicula grandiflora fue descrita por Jean-Baptiste Lamarck y publicado en Encycl. 3: 22 (1789)

## Nombres comunes
Atrapamoscas, grasilla, grasilla de flor grande, pedorrera, tiraña, tirigaña o violeta de agua.